# Barry Miles
Barry Miles (Inglaterra, 1943) é um escritor britânico. Ele escreveu biografias de Paul McCartney, The Beatles, William Burroughs, Jack Kerouac, Frank Zappa, Charles Bukowski e Allen Ginsberg.